# Froidlieu
Froidlieu is een dorpje in de Belgische provincie Luxemburg. Het ligt in Sohier, een deelgemeente van Wellin. Froidlieu ligt twee kilometer ten noorden van het centrum van Sohier.

## Geschiedenis
Het grondgebied van Froidlieu was vroeger verdeeld tussen het hertogdom Bouillon, in het prinsbisdom Luik, en het hertogdom Luxemburg. Het Luikse deel was afhankelijk van Lavaux, het Luxemburgse, dat enkele huizen en de kerk omvatte, van Wellin.
Op het eind van het ancien régime werd Froidlieu een zelfstandige gemeente. De gemeente werd 1823 opgeheven en net als de opgeheven gemeente Fays-Famenne bij de gemeente Sohier gevoegd.
Bij de gemeentelijke fusies van 1977 werd Sohier, met daarbij Froidlieu, een deelgemeente van Wellin.

## Bezienswaardigheden

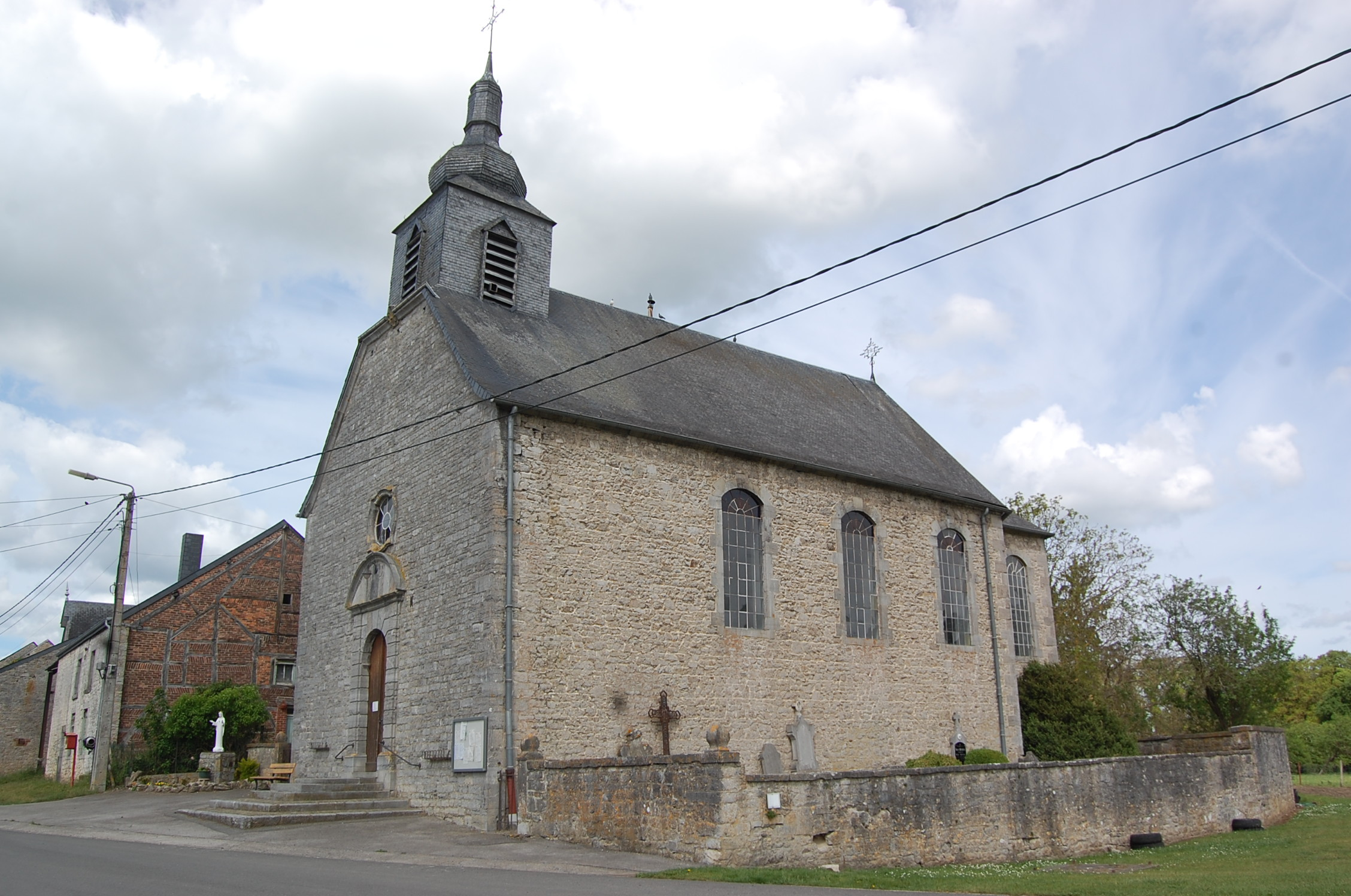
De kerk van Froidlieu

- de Eglise Saint-Barthélemy

Deelgemeenten: Chanly · Halma · Lomprez · Sohier · Wellin

Overige dorpen en gehuchten: Barzin · Froidlieu · Fays-Famenne · Neupont

Belgische gemeenten · Arrondissement Neufchâteau · Luxemburg · Wallonië